# Glenlivet
Glenlivet, schottisch-gälisch: Gleann Lìobhait, ist eine Streusiedlung in der schottischen Council Area Moray. Sie liegt in der traditionellen Grafschaft Banffshire etwa 16 Kilometer östlich von Grantown-on-Spey und 55 Kilometer südöstlich des Zentrums von Inverness am Livet.

## Geschichte
Bei Glenlivet befand sich Deskie Castle. Über die heute als Scheduled Monument geschützte Anlage ist wenig bekannt. Erhalten ist eine Wallstruktur; ein Hügel, der auf eine Motte schließen ließe, ist nicht vorhanden. Es wird davon ausgegangen, dass es sich um ein frühes mittelalterliches Tower House handelte. Sein Name ist in dem Abzählreim „Glenlivet it has castles three, Drumin, Blairfindy and Deskie“ erhalten. Das 1564 erbaute Tower House Blairfindy Castle ging 1586 an die Earls of Huntly über, die es als Jagdsitz nutzten. Drumin Castle steht nördlich von Glenlivet an der Mündung des Livet in den Avon. Die an einer strategisch bedeutenden Position stehende Burg wurde im 14. Jahrhundert möglicherweise von Alexander Stewart, Sohn Robert II., erbaut.
Die am 3. Oktober 1594 geschlagene Schlacht im Glenlivet bezieht sich nicht auf die Ortschaft, sondern auf das Tal des Livet. In der Region wurde in vergangenen Jahrhunderten intensiv der Schwarzbrennerei nachgegangen. Die älteste legale Whiskybrennerei Schottlands The Glenlivet wurde 1823 in Glenlivet gegründet.

## Verkehr
Glenlivet ist über untergeordnete Straßen an das Straßennetz angeschlossen. Im Norden ist innerhalb mehrerer Kilometer die von Aviemore nach Banff führende A95 erreichbar. Die Ortschaft liegt an einem Stichweg des Fernwanderwegs Speyside Way nach Tomintoul.